# George W. Jones

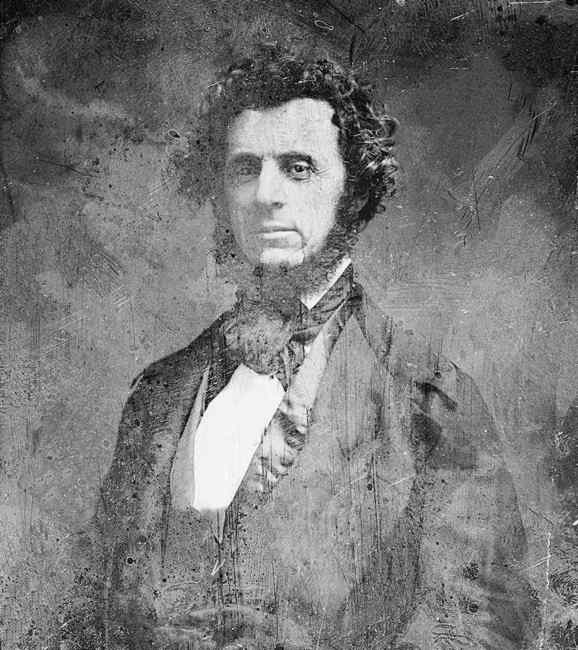
George W. Jones

George Wallace Jones (* 12. April 1804 in Vincennes, Indiana; † 22. Juli 1896 in Dubuque, Iowa) war ein US-amerikanischer Politiker (Demokratische Partei), der den Bundesstaat Iowa im US-Senat vertrat.
Der in Indiana geborene George Jones zog als junger Mann nach Kentucky, wo er 1825 seinen Abschluss an der Transylvania University machte, ehe er die Rechtswissenschaften studierte. Nach der Aufnahme in die Anwaltskammer ließ er sich in Sinsinawa im Michigan-Territorium nieder, wo er als Bergarbeiter sowie als Besitzer eines Ladens tätig war. 1832 kämpfte er im Black-Hawk-Krieg gegen die Sauk und die Fox-Indianer. Zwischenzeitlich fungierte Jones auch als Richter an einem örtlichen Gericht, ehe er für sein Territorium vom 4. März 1835 bis zum 3. März 1837 als Delegierter im Repräsentantenhaus der Vereinigten Staaten saß.
Im Anschluss verblieb er im Kongress, wo er nun als Delegierter für zwei weitere Jahre das Wisconsin-Territorium vertrat, das aus dem Michigan-Territorium herausgelöst worden war. Eine weitere Aufspaltung der Gebiete führte zur Bildung des Iowa-Territoriums. Nach dessen Aufnahme als Bundesstaat in die Union wurde George Jones einer der beiden ersten US-Senatoren für Iowa; zweiter Vertreter im Senat war Augustus C. Dodge. Jones verblieb dort vom 7. Dezember 1848 bis zum 3. März 1859 und stand in dieser Zeit mehreren Ausschüssen vor. Er bewarb sich 1858 ein weiteres Mal um die Nominierung seiner Partei, scheiterte jedoch und musste aus dem Senat ausscheiden.
Kurz darauf wurde Jones zum Gesandten der Vereinigten Staaten in Neugranada berufen und verblieb auf diesem Posten bis 1861. Kurz nach seiner Rückkehr ließ US-Außenminister William H. Seward ihn aufgrund angeblicher Illoyalität inhaftieren, weil er Briefkontakt zu seinem Freund Jefferson Davis, dem Präsidenten der Konföderierten Staaten, gepflegt hatte. Nach 64 Tagen wurde Jones auf Anweisung von US-Präsident Abraham Lincoln auf freien Fuß gesetzt. Er setzte sich danach in Dubuque zur Ruhe, wo er 1896 starb. Das Jones County in Iowa sowie Jones County in South Dakota wurden nach ihm benannt.